# جوهاتسو

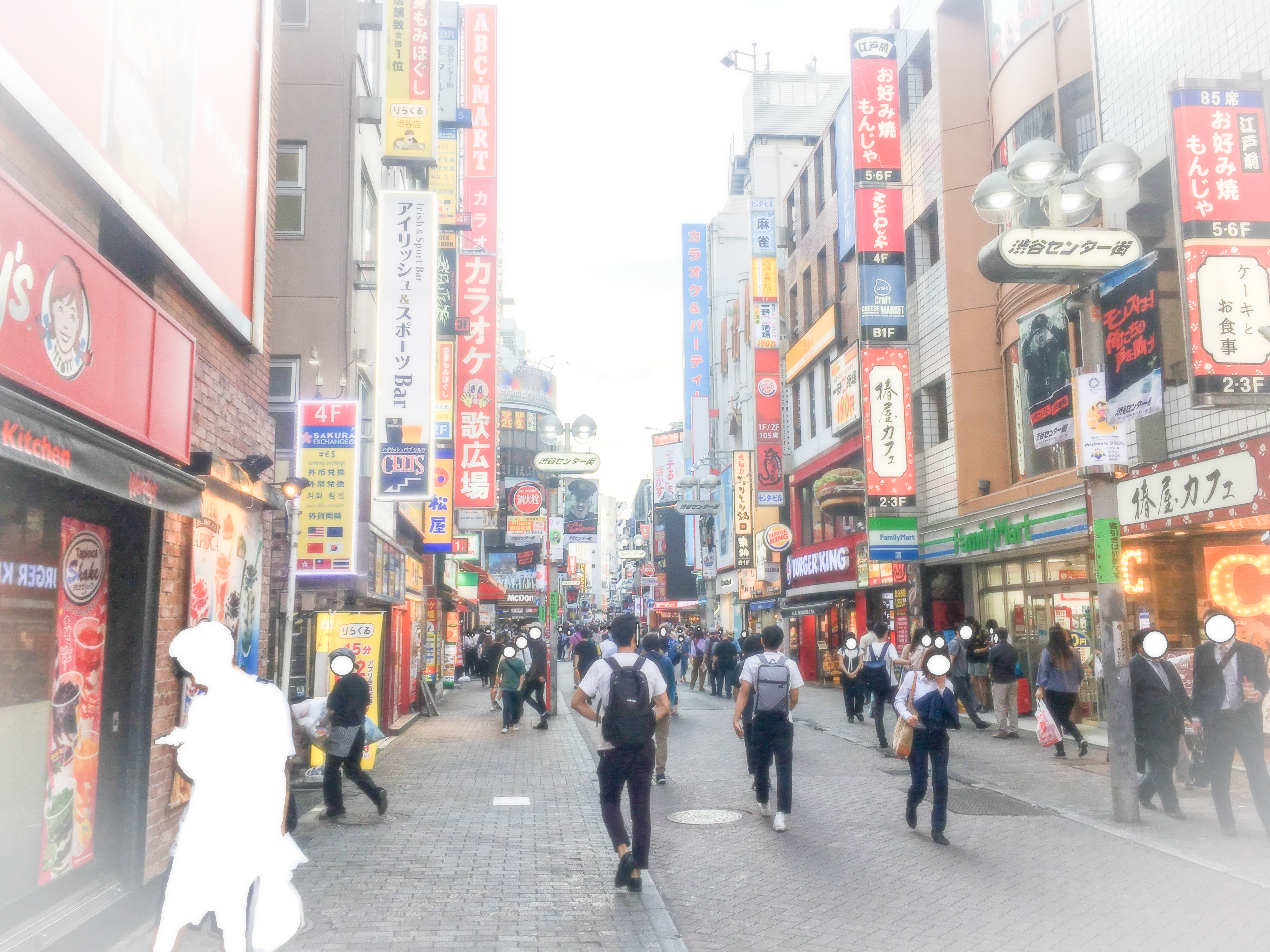
ال جوهاتسو باليابانية تعني الاشخاص الذين يهربون من حياتهم في كثير من الأحيان بسبب الهروب من العار لأسباب مجتمعية.

جوهاتسو (باليابانية: 蒸発، وتكتب أيضاً: Jouhatsu، وتعني التبخر أو الاختفاء) يشير هذا المصطلح إلى الأشخاص في اليابان الذين يختفون عمداً من حياتهم الأساسية دون أن يترك أثراً. يمكن رؤية هذه الظاهرة في جميع أنحاء العالم، مثل الولايات المتحدة والمملكة المتحدة وألمانيا. ومع ذلك، فمن المحتمل أن يكون أكثر انتشارًا في اليابان نظرًا لعوامل ثقافية معينة.

## الخلفية
وبحسب النظريات فأن ثقافة بيئة العمل القاسية في اليابان جنبا إلى جنب مع عدم وجود دعم الأسرة والمجتمع ساهم في انتشار جوهاتسو في اليابان. علاوة على ذلك، يعتبر الطرد من مكان العمل هو أمر مخزي في الثقافة اليابانية. يسبب ذلك حالات الانتحار أو العمل حتى الموت: (كاروشي)، وتصبح جوهاتسو هي إحدى الحلول. كما يمكن أن يجنب الأسرة التكاليف المرتفعة التي يمكن أن ترتبط بالانتحار (مثل الديون ورسوم التنظيف ورسوم تعطيل الخدمة).
هناك نظرية بأن الضغوط المجتمعية تساهم في انتشار هيكيكوموري بسنبة عالية نسبيا إلى جانب حالات الانتحار.

## التاريخ
بدآ يستخدم مصطلح جوهاتسو في الستينات. في ذلك الوقت، تم استخدامه في سياق الأشخاص الذين قرروا الهروب من الزيجات غير السعيدة بدلا من تحمل الزيجات الرسمية وإجراءات الطلاق.
خلال عام 1990، تحطم الاقتصاد الياباني، مما أدى إلى ارتفاع في حالات جوهاتسو والانتحار، أغلب الحالات كانت لإنهم فقدوا وظائفهم و/أو بسبب الديون المتراكمة.

## الانتشار
في اليابان، موضوع جوهاتسو هو من المحرمات للحديث عنه مع شخص، يشبه موضوع الحديث عن الانتحار. وتشير التقديرات إلى أن 100,000 من الشعب الياباني يختفي سنويا. ومع ذلك، قد لا يتم الإبلاغ عن بعض الحالات في الأرقام الرسمية. في عام 2015، سجلت وكالة الشرطة الوطنية في اليابان 82 ألف شخص مفقود، وعثر على 80 ألف شخص بحلول نهاية العام. بالمقارنة، في نفس العام، كان لدى المملكة المتحدة 300 ألف مكالمة للإبلاغ عن شخص مفقود، على الرغم من أن لديها حوالي نصف سكان اليابان. وعلاوة على ذلك، قاعدة بيانات ل المفقودون غير موجود في اليابان.
تقدر جمعية دعم البحث عن الأشخاص المفقودين في اليابان، وهي منظمة غير ربحية مكرسة لدعم أسر الجوهاتسو، مئات الآلاف من الأشخاص في عداد المفقودين كل عام.

## الدافع
الناس أصبحت تبحث عن جوهاتسو لعدد من الأسباب، منها الاكتئاب، الإدمان، مخالفات جنسية، والرغبة في العزلة. في بعض الأحيان، يتم استخدامه للهروب من العنف المنزلي، المقامرة، الديون، الطوائف الدينية، الملاحقون، أرباب العمل، والمواقف العائلية الصعبة. يمكن أن يؤدي عار فقدان الوظيفة والطلاق وحتى الفشل في الامتحان إلى تحفيز الناس على الاختفاء. في بعض الحالات تصبح جوهاتسو هو وسيلة لمجرد الحصول على بداية جديدة. عندما يختفون، يمكنهم التخلي عن مساكنهم السابقة ووظائفهم وعائلاتهم وأسمائهم وحتى ظهورهم.

## الصناعة
الشركات التي تساعد الأشخاص ال«جوهاتسو» تسمى yonige-ya، وهو ما يعني «محلات الطيران ليلا». هذه المؤسسات يمكن الوصول إليها نسبيا ولها مواقع الويب الخاصة بها. إحدى مواقع ال yonige-ya يمكن أن يطلب من العميل ما بين 50,000 ين (450 دولار) و 300,000 ين (2,600 دولار) مقابل خدماته، والتي تعتمد على عدد من العوامل. وتشمل هذه العوامل: كمية الممتلكات، والمسافة، إذا كانت خطوة ليلية، إذا كان يوجد أطفال، وإذا كان العميل يتهرب من محصلي الديون. في بعض الأحيان، يختفي الناس من تلقاء أنفسهم دون مساعدة من مواقع yonige-ya. هناك أدلة منشورة يمكن أن تساعد الناس على أن يصبحوا جوهاتسو.